# Risicoregeling
De risicoregeling is een Nederlandse regeling die gebruikt wordt in de bouw. De regeling geldt tussen opdrachtgever en opdrachtnemer (aannemer). De regeling heeft als doel om sterke prijsfluctuaties van lonen, energie en materialen te compenseren.
De risicoregeling maakt gebruik van indexen die door bijvoorbeeld CROW, Bouwend Nederland of het Centraal Bureau voor de Statistiek worden uitgegeven. Op basis van deze indexen kan de prijsfluctuatie weergegeven worden ten opzichte van de datum dat het werk is aanbesteed, oftewel de prijspeildatum. Elke (betalings)termijn wordt per loon-, energie-, of materiaaldeel gekeken wat de prijswijziging is en vervolgens berekend welke prijscompensatie toegepast moet worden.

## Berekening
De berekening is voor de meeste voorgeschreven risicoregelingen gelijk. Wiskundig is deze het best beschreven in de Standaard RAW Bepalingen van CROW. Belangrijk verschil tussen de risicoregeling van CROW en de andere is dat CROW bij materiaalbestanddelen uitgaat van werkelijk geleverde materiaalbedragen en niet van een bestanddeelpercentage.
De berekening is niet zo eenvoudig als soms gedacht wordt. In de praktijk wordt er daarom vaak een eenvoudigere berekening toegepast waarin de hele betalingstermijn wordt verrekend tegen de indexwaarden die gelden op de laatste dag van de termijn. In de regel is deze berekening ongunstig voor de opdrachtgever.

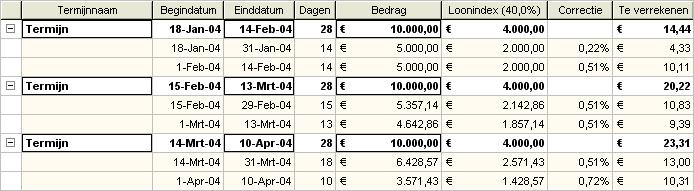
Voorbeeldberekening gemaakt met het programma RisicoRegeling 2006

## Compensatieregeling Rijkswaterstaat 2008
Eind 2008 zijn Bouwend Nederland en VBKO met Rijkswaterstaat een compensatieregeling overeengekomen voor de sterke prijsstijgingen van brandstof, bitumen en staal in de periode 2007 en 2008. De compensatieregeling wordt onverkort toegepast als in aanneemovereenkomsten geen regeling voor verrekening van prijswijzigingen (risicoregeling of algemene indexregeling) is opgenomen. Is in een contract echter een specifieke risicoregeling of algemene indexregeling van toepassing verklaard, dan geldt dat de prijsstijgingen kunnen worden verrekend tot het moment van ingaan van de in het contract vastgelegde regeling. Overigens komt niet de gehele prijsstijging voor verrekening in aanmerking. De op basis van de compensatieregeling berekende meerkosten worden voor 70 procent vergoed.  

## Bekende risicoregelingen
- Risicoregeling Woning- en Utiliteitsbouw 1991
- CROW Risicoregeling
- Risicoregeling conform de ALIB 2007 (vroeger ALIB '92)